# Zwitserse parlementsverkiezingen 1872
De Zwitserse parlementsverkiezingen van 1872 vonden plaats op 27 oktober 1872. Er werden 135 leden van de Nationale Raad verkozen, zeven meer in vergelijking met de vorige verkiezingen in 1869. De linkse radicalen bleven bij deze verkiezingen de grootste formatie in de Nationale Raad met 60 van de 135 zetels, een lichte stijging in vergelijking met de vorige verkiezingen van 1869. De negende legislatuur die hierop volgde ging van start op 2 december 1872 en duurde drie jaar.

## Verloop van de verkiezingen

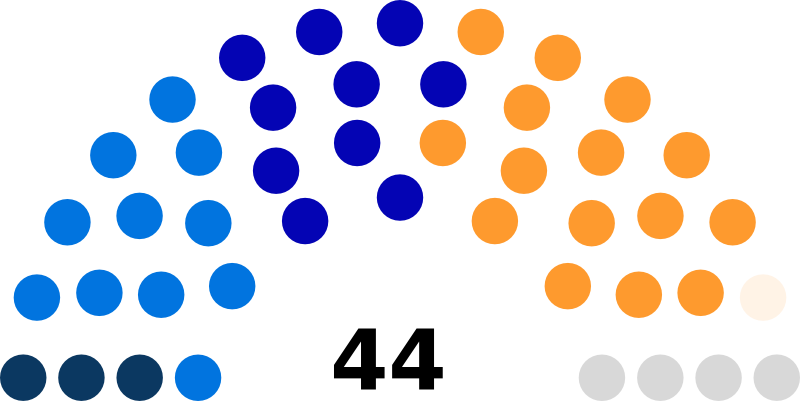
Zetelverdeling in de Kantonsraad.

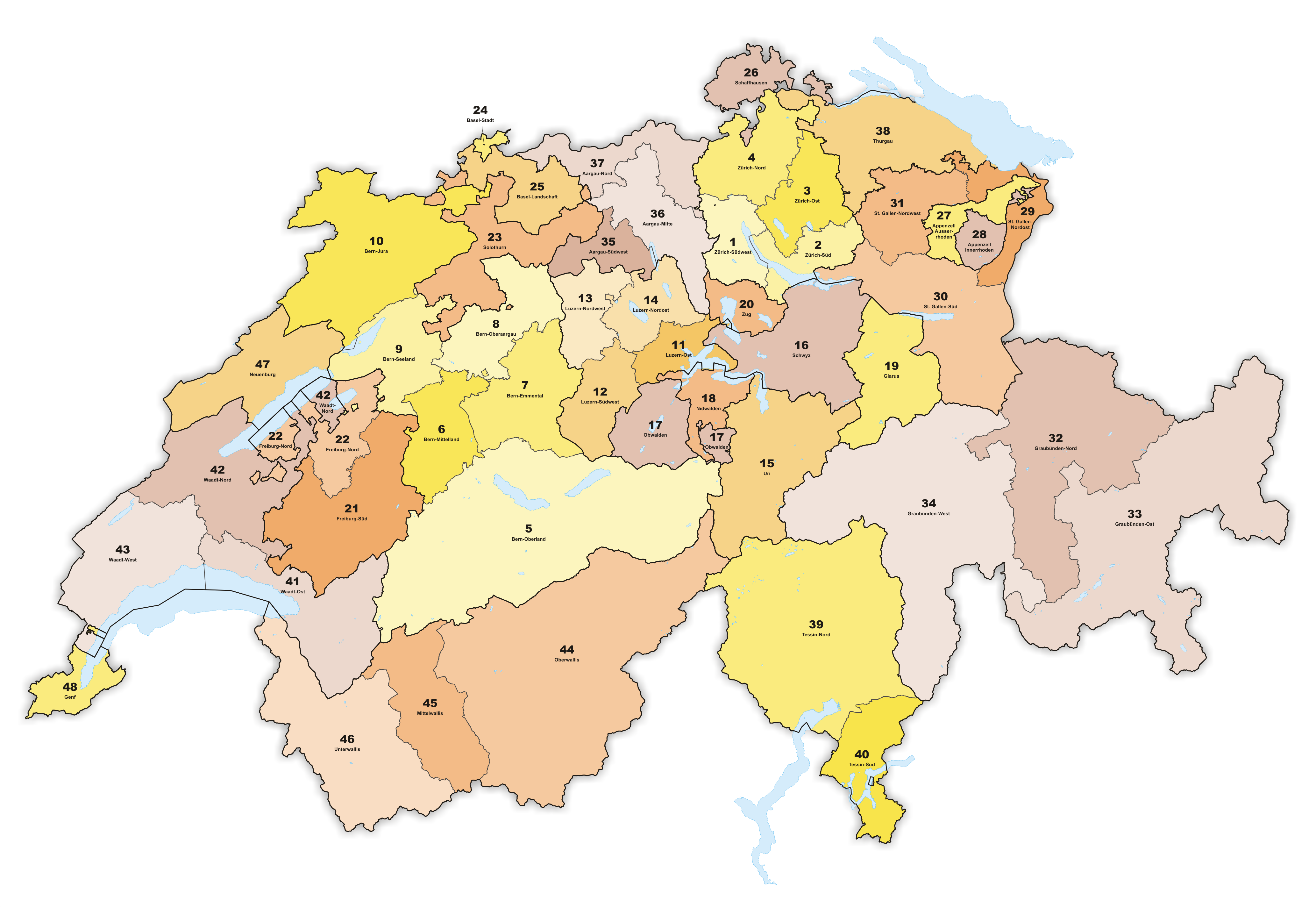
De 48 kiesdistricten zoals die golden voor de federale verkiezingen van 1872 tot en met die van 1878.

In de aanloop naar deze verkiezingen werden de grenzen van enkele kiesdistricten gewijzigd, en steeg het aantal kiesdistricten van 47 naar 48. Het aantal zetels werd met zeven verhoogd, van 128 naar 135 zetels. Van deze zeven nieuwe zetels kwamen er twee toe aan het kanton Bern. De kantons Fribourg, Neuchâtel, Solothurn, Sankt Gallen en Zürich verkregen elk één extra zetel.
Bij deze verkiezingen werden ook enkele leden van de Kantonsraad direct verkozen door de kiesgerechtigde bevolking. Dit gebeurde in de kantons Obwalden (via de Landsgemeinde), Solothurn, Thurgau en Zürich. In de overige kantons waren de verkiezingen voor de Kantonsraad nog steeds niet geregeld. De kantons hernieuwden vaak het mandaat van hun zittende Kantonsraadsleden, die op verscheidene data werden verkozen door de kantonnale parlementen.
Nadat op 12 mei 1872 in een referendum de gehele grondwetsherziening werd weggestemd met een nipte meerderheid van 50,5%, waren de spanningen tussen de gematigde liberalen en de conservatieve katholieken enerzijds en de linkse radicalen anderzijds nog verder opgelopen. Waar de linkse radicalen voor een versterking van het federale niveau waren, waren de gematigde liberalen en de conservatieve katholieken tegenstanders van dit voornemen. Ook op religieus vlak liepen de spanningen op door de Kulturkampf in Zwitserland vanaf 1872, die ontstond na de afkondiging van de pauselijke onfeilbaarheid. De conservatieve katholieken slaagden er echter in deze religieuze twisten buiten de verkiezingscampagne te houden, waardoor ze zelfs zetels bijwonnen.
Naast de religieuze factor speelde ook de factor nationalisme een rol bij deze verkiezingen. Het waren namelijk de eerste verkiezingen sinds de Frans-Duitse Oorlog van 1870, waarbij ook binnen Zwitserland spanningen waren ontstaan tussen aanhangers van het Tweede Franse Keizerrijk en aanhangers van het Duitse Keizerrijk. De federalisten in het Franstalige Romandië vreesden immers een verdere germanisatie van Zwitserland en waarschuwden voor een 'pruisificatie' van het land.
Net zoals bij de vorige verkiezingen sinds die van 1848, bleven ook nu linkse radicalen voor de negende verkiezingen op rij de grootste met 60 zetels en 32,2% van de stemmen voor de Nationale Raad. Hiermee verloren zij procentueel 2,4 procentpunt, maar behaalden zij niettemin drie zetels meer in vergelijking met de vorige parlementsverkiezingen in 1869, wat te verklaren valt door het meerderheidssysteem. De grote winnaar van deze verkiezingen waren echter de conservatieve katholieken, die 30 zetels behaalden (stijging van zes zetels) en daarmee groter werden dan de gematigde liberalen, die 27 zetels behaalden.
Van de 632.901 stemgerechtigde mannen van 20 jaar en ouder namen 392.843 personen deel aan de verkiezingen, wat een opkomst betekende van 62,1%, een stijging van 7,9% ten opzichte van de vorige verkiezingen en de hoogste procentuele opkomst sinds de eerste verkiezingen in 1848. Voor het eerst worden de leden van de Nationale Raad uit de kantons Appenzell Innerrhoden, Appenzell Ausserrhoden, Glarus, Obwalden, Nidwalden en Uri rechtstreeks door de bevolking verkozen. Voordien werden deze leden immers door de Landsgemeinden verkozen. Voortaan zouden in alle kantons de leden van de Nationale Raad rechtstreeks door de bevolking worden gekozen.
De hoogste opkomst werd genoteerd in het kanton Uri (91,3%), wat een hogere opkomst was dan in het kanton Schaffhausen, waar ondanks een opkomstplicht slechts 75,2% van de kiezers ging stemmen. In Schwyz nam slechts 39,8% van de kiezers deel aan de verkiezingen, de laagste procentuele opkomst in deze verkiezingen.

## Resultaat
|  | Strekking/partij          | Ideologie                                          | Zetels Nationale Raad | Zetels Kantonsraad |
|  | ------------------------- | -------------------------------------------------- | --------------------- | ------------------ |
|  | linkse radicalen          | radicalen, radicaal-democraten, centrumlinks       | 60                    | 11                 |
|  | conservatieve katholieken | conservatieve katholieken, rechts                  | 30                    | 15                 |
|  | gematigde liberalen       | liberalen, gematigden, liberaaldemocraten, centrum | 27                    | 10                 |
|  | Democratische Partij      | links                                              | 15                    | 3                  |
|  | evangelisch rechts        | conservatieve protestanten, rechts                 | 3                     | 0                  |
|  | onafhankelijken           | onafhankelijk                                      | -                     | 4                  |
|  | vacant                    | vacant                                             | -                     | 1                  |